# Breginj
Breginj (italijansko Bergogna) je naselje v Občini Kobarid.
Breginj je najbolj zahodno ležeče večje naselje ob slovensko - italijanski meji. V mesecu maju (6. in 11. maja) in septembru (15. septembra) 1976 je več potresnih sunkov Breginj hudo poškodovalo. Ohranili so se samo cerkev z župniščem in dve domačiji, ki sta sedaj obnovljeni in razglašeni za kulturni spomenik. Po potresu so vzhodno od starega Breginja postavili naselje 79 montažnih hiš in skupen hlev, v starem naselju pa je bilo zgrajenih precej novih hiš.